# AIDA64
AIDA64 (vom Hersteller FinalWire Ltd.) ist ein verbreitetes System-, Diagnose- und Benchmark-Programm für die Betriebssysteme Windows, Android, iOS, Windows Phone und Windows 10 Mobile. Es ist der Nachfolger von AIDA32 und Everest.

## Varianten
- AIDA64 Extreme – mit rotem Programmsymbol – ist für Heimanwender geeignet und bietet Systeminformationen, Diagnose und Benchmarks. Dieses ist die preisgünstigste Variante von AIDA64.

- AIDA64 Business – mit blauem Programmsymbol – ist für den Unternehmenseinsatz vorgesehen. Es bietet Netzwerkmanagement, Werkzeuge für Administratoren und Helpdesk-Mitarbeiter, Systeminformation, Echtzeit-Benachrichtigungen, Prüfungsmanagement, Änderungsmanagement und Fernbedienung.

- AIDA64 Network Audit – mit gelbem Programmsymbol – ist für den Einsatz durch Systemadministratoren in Unternehmen vorgesehen. Diese Variante bietet Netzwerk-Audit, Statistiken, automatisierte Bestandsaufnahme der PC-Flotte des gesamten Unternehmens. Änderungen in Hard- und Software können hiermit nachverfolgt werden.

- AIDA64 Engineer – mit grünem Programmsymbol – ist für Systemtechniker vorgesehen. Es bietet Computeranalyse mit zusätzlichen Werkzeugen, Benchmarks, Hardware-Monitoring- und Diagnosefunktionen sowie Unterstützung für Kommandozeilenparameter.

Lizenzen sind jeweils für ein, zwei oder drei Jahre erhältlich und berechtigen innerhalb ihres Gültigkeitszeitraums zu Updates.

## Systemanforderungen
AIDA64 ist auf sämtlichen Microsoft-Betriebssystemen (32 und 64 Bit) ab Windows 95 lauffähig.

## Geschichte
AIDA32 wurde von dem Ungarn Tamás Miklós entwickelt und mehrere Jahre lang als Freeware angeboten. Im März 2004 wurde die Entwicklung von AIDA32 angehalten. Das Programm hieß fortan Everest und wurde nun von der kanadischen Firma Lavalys kostenpflichtig vermarktet, während die Entwicklung weiterhin in Ungarn stattfand.
Everest konnte System- und Übertaktungsinformationen sowie Hardwareeigenschaften anzeigen und verfügte über ein Diagnosemenü, um Hardwareprobleme anzeigen und lösen zu können.
Im Herbst 2010 erschien AIDA64 als Weiterentwicklung und Everest wurde eingestellt. Die neu gegründete ungarische FinalWire Ltd. unter Führung von Tamás Miklós übernahm die Softwarerechte an Everest und führt die Produktpalette seitdem unter dem Namen AIDA64 fort.

## Vergleichbare Programme
Programme mit ähnlichem Funktionsumfang sind Sandra Lite, Speccy, CPU-Z oder PC Wizard 2014.